# Haematopota paucipunctata
Haematopota paucipunctata är en tvåvingeart som beskrevs av Schuurmans Stekhoven 1926. Haematopota paucipunctata ingår i släktet Haematopota och familjen bromsar. Inga underarter finns listade i Catalogue of Life.